# Ернст Кальтенбруннер
Ернст Кальтенбруннер (нім. Ernst Kaltenbrunner, 4 жовтня 1903, Рід-ім-Іннкрайс, Австро-Угорська імперія — 16 жовтня 1946, Нюрнберг, Американська зона окупації Німеччини) — керівник Головного управління імперської безпеки та статс-секретар імперського міністерства внутрішніх справ Німеччини (1943—1945), обергрупенфюрер СС і генерал поліції (1943), генерал військ СС (1944).

## Життєпис

### Сім'я. Молоді роки.
Кальтенбруннер народився в містечку Рід-ім-Іннкрайс, Верхня Австрія, в сім'ї адвоката. Великий вплив на молодого Ернста мала родина: Гуго Кальтенбруннер був переконаним «великонімецьким» націоналістом і до того ж атеїстом. Улюбленим засобом виховання, який використовував батько, був похід до гір та, при здобутті вершини, лекція щодо панування великої Австрійської імперії поміж інших держав. Мати, за народженням угорка, за часів дитинства Кальтенбруннера-молодшого намагалась долучити його до світової літератури та навіть до вивчення французької мови та письменності, але все було марно, оскільки батько мав величезний вплив на хлопця.
У 1918 році родина переїхала в Лінц, де Ернст вступив до гімназії. За іронією долі одним з його товаришів по навчанню був тоді нікому невідомий Адольф Ейхман, майбутній начальник відділу з розв'язання «єврейського» питання в IV Управлінні РСГА. Після закінчення гімназії в 1921 році Ернст Кальтенбруннер поступив на хімічний факультет Вищої технічної школи в Граці і в цей же час він стає членом воєнізованого студентського націоналістичного союзу «Армінія».
У 1923 році Ернст Кальтенбруннер облишив хімію й почав вивчати право в університеті Грацу, до того часу він уже став одним з керівників «Армінії» і брав активну участь в антимарксистських і антицерковних демонстраціях. На життя молодий Кальтенбруннер заробляв перевезенням вугілля на шахті. У 1926 році успішно захистив дисертацію й додав до свого прізвища досить почесний титул «доктор права». Після цього працював в адвокатській конторі в Лінці, а потім і в Зальцбурзі, де 1928 року його прийняли стажистом у міську колегію адвокатів.

### СС та НСДАП
У 1929 році молодий Ернст Кальтенбруннер вступає в «Народне ополчення» Австрії, рух, схожий із загонами СА в Німеччині; 18 жовтня 1930 вступає в австрійське відділення НСДАП, а менш ніж через рік, 31 серпня 1931, вступає в напівлегальні австрійські СС у званні обершарфюрера СС. У червні 1932 року Кальтенбруннер стає командиром штурму СС у Лінці. У вересні 1932 отримує звання штурмбанфюрера СС. Увесь цей час активно займається адвокатською практикою, в основному захищаючи в судах заарештованих австрійською владою нацистів. З 15 червня 1932 р. по 12 березня 1938 р. вважався юридичним консультантом при VIII окрузі СС. Не полишаючи членства в нацистській партії, Кальтенбруннер брав активну участь у діяльності незалежного руху «Вільна Австрія».

### Шлюб
14 січня 1934 р. в Лінці Ернст Кальтенбруннер обвінчався з місцевою уродженкою Елізабет Едер. Наречена була на 5 років молодша за Ернста, але повністю поділяла його політичні погляди й теж була членом НСДАП. У цьому шлюбі народилося троє дітей, проте надалі шлюб фактично розпався: позначалися постійне пияцтво й важкий характер Кальтенбруннера. Як і багато керівників СС, він не розлучився — це було не прийнято, що, втім, не завадило йому завести коханку, від якої він мав ще двох дітей.

### Пивний путч
У 1934 році, після невдалого нацистського путчу, Кальтенбруннер був поміщений у концтабір разом з іншими націонал-соціалістами. Прагнучи справедливості, він організував у таборі голодування, яке сам припинив лише на 11 день. У квітні 1934 року Кальтенбруннера, що вже отримав всеавстрійську популярність, звільнили. 15 червня 1934 р. Кальтенбруннер очолив 37-й штандарт СС, а вже через 10 днів повів своїх підлеглих на штурм федеральної канцелярії. Хоча канцлер Дольфус і був убитий, поліції вдалося придушити путч і Кальтенбруннер знову потрапив до в'язниці, але був незабаром звільнений.
У 1935 році Ернст Кальтенбруннер був призначений командиром VIII округу СС у Лінці. Але в травні 1935 року був знову заарештований за звинуваченням у державній зраді і засуджений до 6 місяців ув'язнення. Після звільнення став активно займатися розбудовою австрійських СС і 20 січня 1937 р. Кальтенбруннер став командиром надокругу СС «Дунай» і залишався на цій посаді аж до свого призначення в РСГА. Дещо раніше, 20 квітня 1936 року, він був підвищений до штандартенфюрера СС, а 20 квітня 1937 року — до оберфюрера СС.

### Кінець 30-х— початок 40-х років
Після аншлюсу Австрії 12 березня 1938 р. Кальтенбруннер отримує посаду статс-секретаря з громадської безпеки в пронацистському уряді Зейсса-Інкварта. З 11 вересня 1938 року — він вищий керівник СС і поліції у Верхній і Нижній Австрії. Керував створенням концтабору Маутхаузен. У березні 1938 року був підвищений до бригадефюрера СС, а у вересні — до групенфюрера СС. У січні 1939 року був обраний депутатом Рейхстагу від Верхньої Австрії. У квітні 1941 р. йому присвоїли звання генерал-лейтенанта поліції.

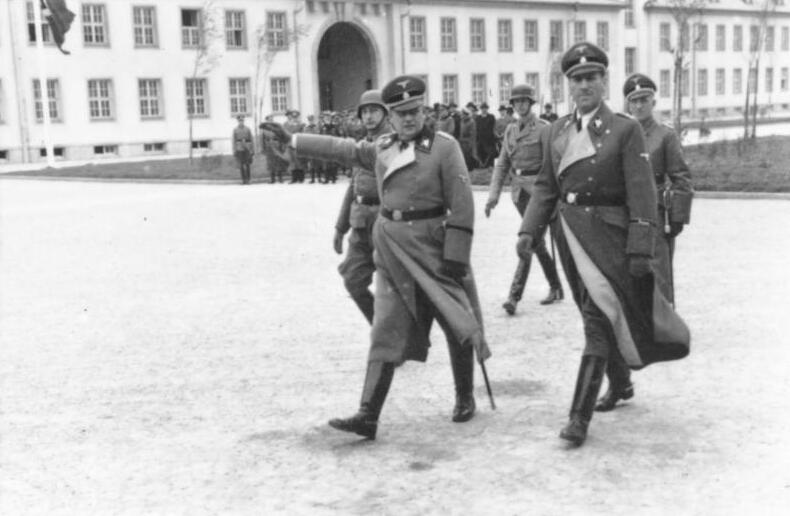
Е. Кальтенбруннер у Відні, 1941 р.

Після смерті Гейдріха Гіммлер 28 травня 1942 р. особисто очолив РСГА, і, викликавши до себе Кальтенбруннера, призначив його своїм постійним заступником на цій посаді, а 30 січня 1943 р. Кальтенбруннер офіційно був призначений шефом РСГА. Фактично він керував тільки розвідувальною діяльністю Головного управління імперської безпеки, діяльністю СД і айнзатцгруп СС; шеф гестапо Генріх Мюллер діяв незалежно від нього, підпорядковуючись особисто рейхсфюреру СС. Брав активну участь у придушенні путчу 20 липня 1944 р. і переслідуванні його учасників, відрізняючись крайньою жорстокістю. Наприкінці війни намагався укласти сепаратний мир із західними союзниками.
У серпні 1943 року, після того як Гіммлер зайняв посаду рейхсміністра внутрішніх справ, Кальтенбруннер був призначений статс-секретарем Імперського міністерства внутрішніх справ. У червні 1943 року він отримав звання обергрупенфюрера СС і генерала поліції. А в грудні 1944 року, після того як абвер увійшов до складу РСГА, Кальтенбруннер отримав звання генерала військ СС.

### Арешт та Нюрнберзький процес
12 травня 1945 р. Ернст Кальтенбруннер, колишній керівник Головного управління імперської безпеки, був арештований американською військовою поліцією у Вільдензе поблизу Альт-Аузее. На Нюрнберзькому процесі фігурував як один із головних військових злочинців, був визнаний винним у злочинах проти людства та у військових злочинах, мірою покарання йому була визначена смертна кара. 16 жовтня 1946 року сержант американської армії виконав вирок суду.

### Фізіологічні особливості
Слід відзначити той факт, що зріст Кальтенбруннера був 192 см — воістину гігантський зріст середини XX століття. Шрами на його обличчі, так звані Schmisse, були результатом участі у студентських фехтуваннях Mensuren.

## Нагороди
- Медаль «У пам'ять 13 березня 1938 року»
- Медаль «У пам'ять 1 жовтня 1938» із застібкою із зображенням Празького Граду
- Медаль «У пам'ять 22 березня 1939 року»
- Залізний хрест 2-го класу
- Хрест воєнних заслуг 2-го класу з мечами
- Хрест воєнних заслуг 1-го класу з мечами (30 січня 1943)
- Почесне кільце міста Відня (30 січня 1943)
- Німецький хрест в сріблі (22 жовтня 1943)
- Лицарський хрест Хреста воєнних заслуг з мечами (15 листопада 1944)
- Золотий лицарський хрест Хреста воєнних заслуг з мечами

### Партійні нагороди
- Золотий партійний знак НСДАП (30 січня 1939)
- Медаль «За вислугу років в НСДАП» в сріблі та бронзі (15 років)
- Орден крові (6 травня 1942)

### Відзнаки СС
- Цивільний знак СС (№ 160 180)
- Медаль «За вислугу років у СС» 4-о, 3-го і 2-го класу (12 років)
- Перстень «Мертва голова»
- Почесний кут старих бійців
- Почесний кинджал СС
- Почесна шпага рейхсфюрера СС

## Галерея

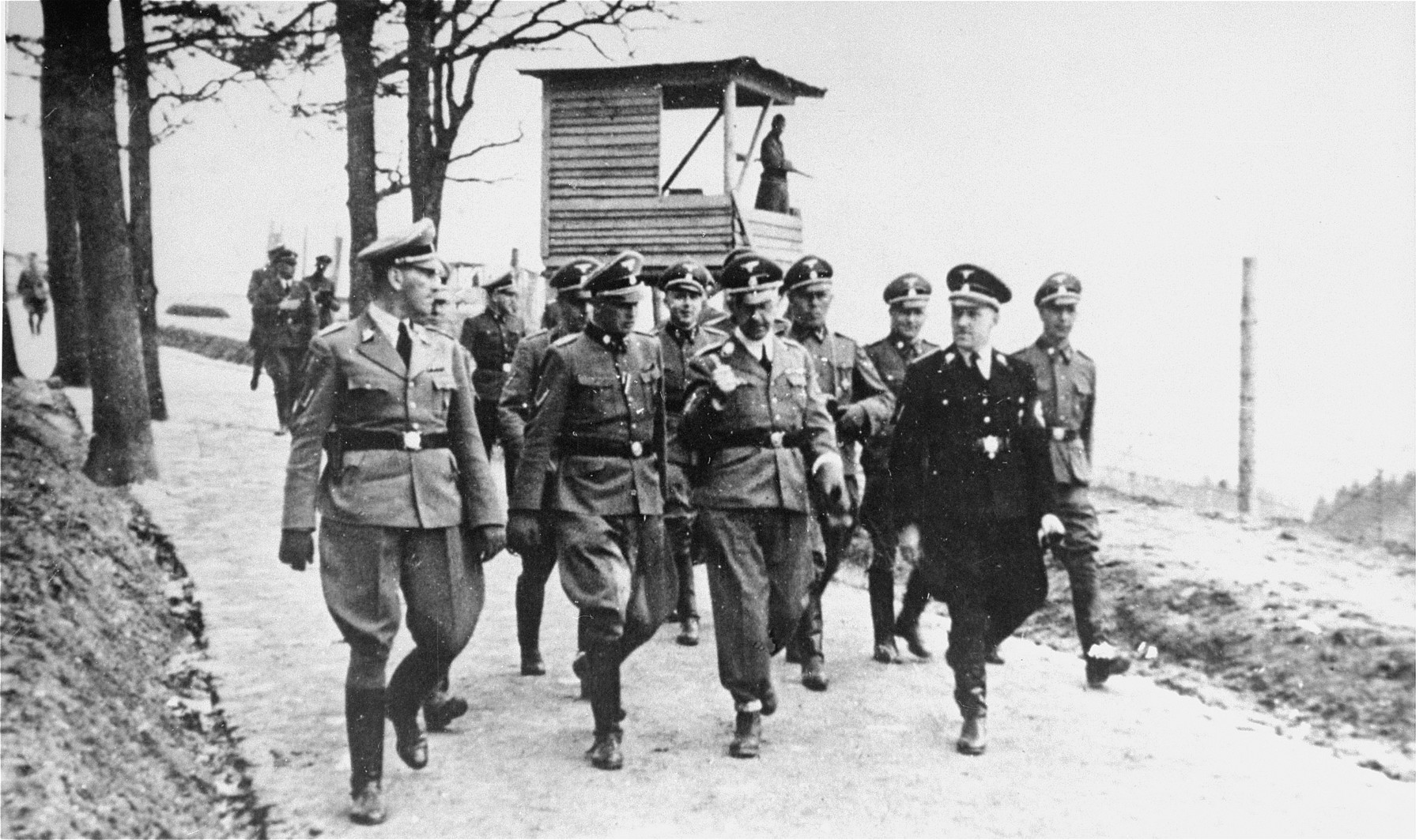
Кальтенбруннер (крайній ліворуч) разом із Генріхом Гіммлером та Августом Айгрубером інспектує концтабір Маутгаузен (1941)
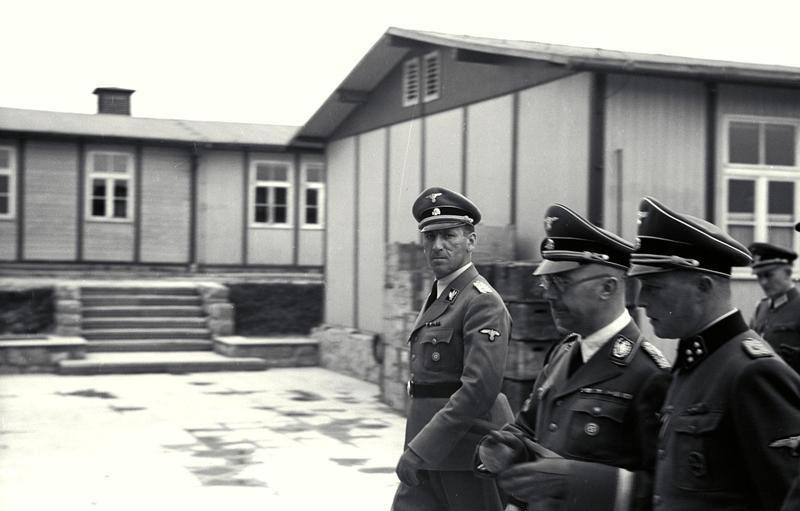
Кальтенбуруннер (крайній зліва) разом із ГІммлером та комендантом Маутгаузена Францом Цірайсом (квітень 1941)
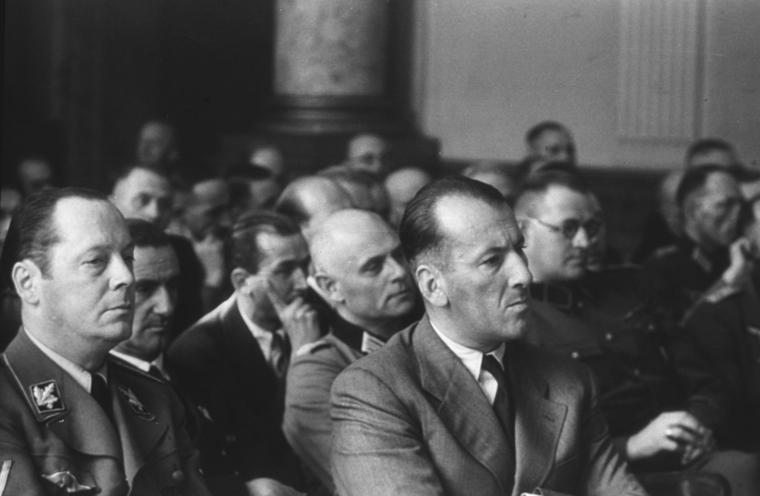
Кальтенбруннер (попереду, крайній праворуч) як спостерігач під час засідання Народної судової палати у справі учасників Липневої змови (1944)
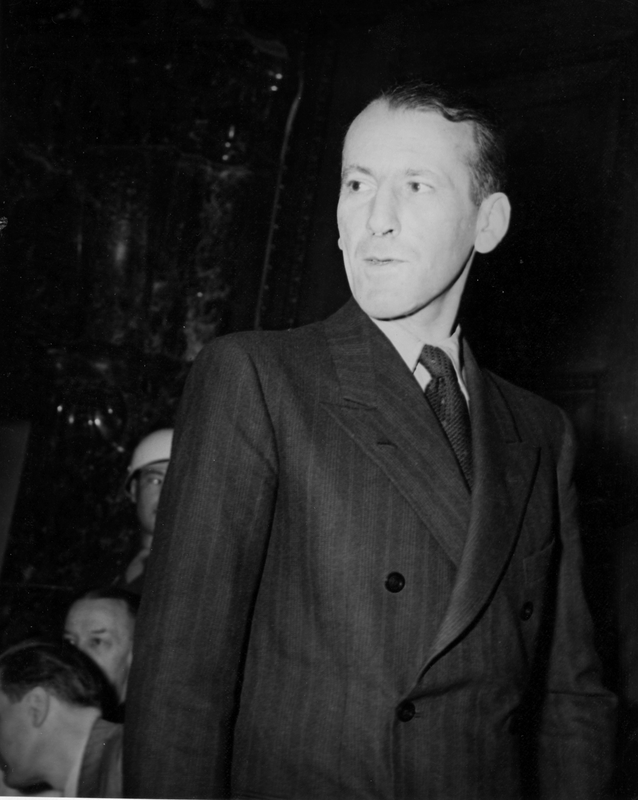
Кальтенбруннер під час Нюрнберзького процесу (1946)
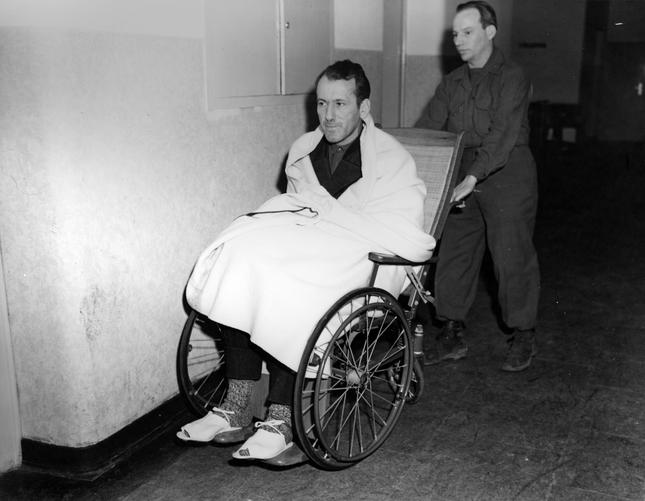
Кальтенбруннер під час Нюрнберзького процесу покидає залу суду через крововилив у мозок